# Andrius Bulota
Andrius Bulota (pol. Jan Bułat; ur. 16 listopada 1872 w Putriškiai, zm. 16 sierpnia 1941 w Ponarach) – litewski prawnik, publicysta, polityk i działacz społeczny, socjalista, poseł do II i III Dumy (1907-1912) i do litewskiego Sejmu Ustawodawczego (1920).

## Życiorys
W 1892 roku ukończył gimnazjum w Mariampolu. Później przez pięć lat studiował prawo na Uniwersytecie w Petersburgu, gdzie wraz z Vincasem Kudirką, Jonasem Kriaučiūnasem i Stasysem Matulaitisem zaangażował się w działalność w litewskim ruchu narodowym. Publikował w gazetach „Varpas” i „Ūkininkas”.
W 1898 roku podjął pracę w sądzie miejskim w Tallinnie. Sześć lat później rozpoczął działalność adwokacką na terenie Wilna. Działał w radykalnym skrzydle Litewskiej Partii Demokratycznej (1902–1915), wziął czynny udział w obradach Wielkiego Sejmu Wileńskiego w 1905. Za organizowanie strajku pocztowców w tym samym roku aresztowany i więziony przez władze rosyjskie.
W 1907 uzyskał mandat do II Dumy z guberni suwalskiej, przyłączył się do frakcji trudowików, był jej sekretarzem. Zasiadał w ławach III Dumy, obejmując przewodnictwo nad frakcją. W parlamencie walczył o prawa litewskich rolników, samorząd lokalny oraz pozycję języka litewskiego w guberniach Kraju Północno-Zachodniego.
Po zakończeniu kadencji III Dumy w 1912 wrócił do pracy adwokackiej w Wilnie. W 1913 roku inicjowany do loży masońskiej „Litwa”, a w 1914 „Białoruś”.
W czasie I wojny światowej przebywał wraz z żoną w Rosji, USA i Kanadzie. W 1917 wszedł w skład KC Rady Delegatów Robotniczych w Piotrogrodzie z ramienia Rosyjskiej Partii Socjalistów-Rewolucjonistów, był szefem jej komisji prawnej. Został wybrany do rosyjskiej konstytuanty jako przedstawiciel Litewskiego Związku Ludowców-Socjalistów.
Po powrocie na niepodległą już Litwę pracował jako adwokat w Mariampolu, uczył w lokalnym gimnazjum. Znalazł się w Sejmie Ustawodawczym, wziął udział w delegacji litewskiej do Paryża w 1921 roku. W 1929 roku uwięziony w Varniai w związku z zamachem na skrajnie prawicowego polityka A. Voldemarsa, po zwolnieniu wyjechał do Czechosłowacji. W 1930 ponownie znalazł się w Mariampolu, kontynuował karierę adwokata. Był członkiem Litewskiej Rady Adwokackiej. W 1931 wziął udział w wiedeńskim kongresie Socjalistycznej Międzynarodówki Robotniczej.
W 1940 roku wszedł w skład Komisji Wyborczej do Sejmu Ludowego. Po aneksji Litwy przez Związek Radziecki stanął na czele Departamentu Prawnego Prezydium Rady Najwyższej Litewskiej SRR. Po najeździe nazistowskich Niemiec na ZSRR (22 czerwca 1941) i zajęciu terenów litewskich przez wojska niemieckie, Andrius Bulota został rozstrzelany wraz z żoną 16 sierpnia 1941.